# Bazuin (muziekinstrument)
Een bazuin is een historisch blaasinstrument.
De bazuin was de voorloper van de trompet. Hij bestond uit een ongebogen, lange metalen (koperen) buis, breed uitlopend en was vaak versierd met het vaandel van een burchtheer of ridder. Met een bazuin kunnen alleen natuurtonen gespeeld worden. De bazuin werd gebruikt ter verwelkoming van bezoek, waarschuwing voor/tegen naderende personen.
Natuurlijk heeft de bazuin ook militaire doelen gediend: de signalen reveille (opstaan), opstijgen, in galop, ten aanval, terugtrekken en taptoe werden erop geblazen.
In andere talen is er soms geen apart woord voor bazuin. In het verleden gebruikte men in het Nederlands nog weleens het woord bazuin om een trombone aan te duiden, hoewel de trombone bepaald niet beperkt is tot natuurtonen. In het Duits wordt een trombone nog altijd Posaune genoemd, terwijl men voor een bazuin de term Fanfare of Fanfarentrompete hanteert.